# Комуністична партія України (оновлена)
Комуністична партія України (оновлена) — політична партія України. Зареєстрована Міністерством юстиції України 9 листопада 2000 року (свідоцтво № 1593). Установчий з'їзд відбувся 15 липня 2000 року. Голова партії — Савенко Михайло Михайлович.

## Вибори
Партія брала участь у Парламентських виборах 2002 року, але її представники не потрапили до Верховної Ради (1.39 % голосів виборців, 10-е місце з 33).
На Президентських виборах 2004 року партія підтримала кандидатуру Олександра Мороза.
Партія брала участь у дострокових парламентських виборах 2007 року, перша п'ятірка мала такий вигляд:
1. Савенко Михайло Михайлович
2. Малолітко Іван Федорович
3. Козюра Наталія Анатоліївна
4. Омельченко Олександр Феодосійович
5. Лебедєва Віра Василівна

З 24 липня 2015 року не може бути суб'єктом виборчого процесу та брати участь у виборах.

## Проросійська ідеологія партії
Партія виступає за пріоритетний розвиток відносин з країнами СНД і передусім — з Росією та Білоруссю.